# Navbahor Namangan
Maillots
Actualités
Le Navbahor Namangan futbol klubi (en ouzbek : Навбахор Наманган футбол клуби), plus couramment abrégé en Navbahor Namangan, est un club ouzbek de football fondé en 1974 et basé dans la ville de Namangan.

## Palmarès
| Compétitions nationales |
| --- |
| - Championnat d'Ouzbékistan (1) : - Champion : 1996. - Coupe d'Ouzbékistan (3) : - Vainqueur : 1992, 1995 et 1998. - Finaliste : 1993, 2022. - Supercoupe d'Ouzbékistan (1) : - Vainqueur : 1999. |

## Entraîneurs du club
- Sergeï Dotsenko (? – 1984)
- Pavel Kim (1984 – juillet 1987)
- Petr Boldyrev (juillet 1988 – juin 1989)
- Valeri Gladiline (juillet 1989 – 1990)
- Igor Voltchok (1990 – 1991)
- Berador Abduraimov (1992)
- Boris Babaev (1993)
- Usman Asqaraliev (1993)
- Sharif Nazarov (1994 – 1995)
- Berador Abduraimov (1995)
- Igor Voltchok (2003)
- Rahym Gurbanmämmedow (2005)
- Roustam Zabirov (2005 – 2008)
- Eldor Sakaïev (2008)
- Rahym Gurbanmämmedow (2009)
- Viktor Djalilov (2010)
- Mustafo Baïramov (2011 – 2012)
- Ousmon Asqaraliev (février 2013 – 14 janvier 2014)
- Bakhtiyor Achourmatov (janvier 2014 – 28 décembre 2015)
- Rashid Gafourov (28 décembre 2015 – 27 avril 2016)
- Aleksandr Volkov (27 avril 2016 – 22 juin 2016)
- Ravshan Bozorov (2 juillet 2016 – 6 novembre 2016)
- Ilkhom Moumindjonov (6 novembre 2016 – 9 octobre 2018)
- Andreï Kanchelskis (9 octobre 2018 – 20 juin 2019)
- Dejan Đurđević (24 juin 2019 – septembre 2019)
- Andreï Kanchelskis (septembre 2019 – )